# Rolamb Klubb
Rolamb Klubb var en svensk målare verksam under senare delen av 1600-talet. Klubb anlitades för målningsarbeten vid gamla kyrkan i Ådalsliden 1660.    